# Place des Contrats
La place des Contrats (en ukrainien : Контрактова площа, Kontraktova plochtcha) est une place du quartier historique de Podil, à Kiev, en Ukraine. Sous l'Empire russe, une importante foire, dite « foire des Rois » ou « foire des Contrats », s'y tenait chaque année pendant les trois jours de l'Épiphanie : on y se renégociait les baux agricoles ou contrats. Son chiffre d'affaires, en 1856, s'élevait à six millions de roubles. De 1869 à 1919, elle était nommée « place Alexandre » en hommage au tsar Alexandre II, et de 1919 à 1990, « place Rouge ». Les appellations de « place des Contrats » et « place Rouge » coexistent jusqu'en 1990 où la place retrouve son nom d'origine.

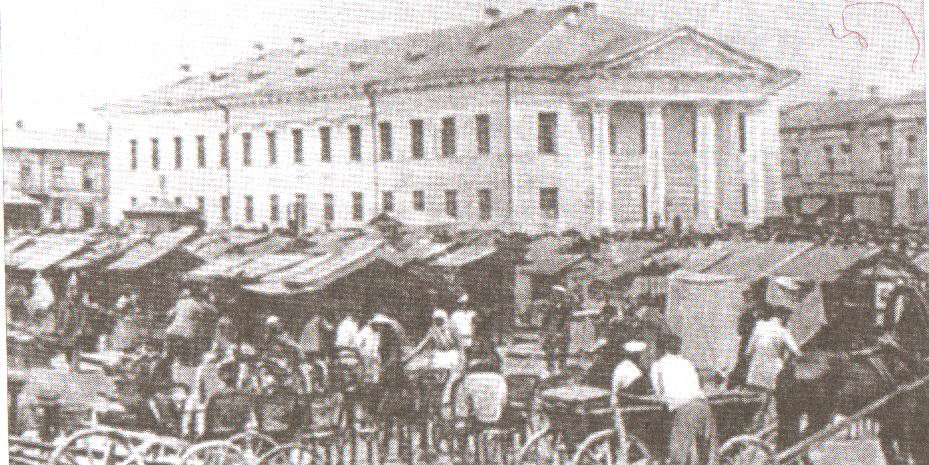
La place des Contrats au XIXe siècle.

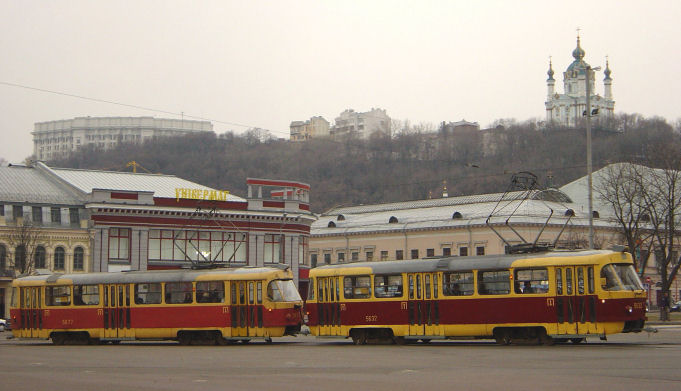
Rames du tramway de Kiev sur la place des Contrats en 2003

La place abrite plusieurs monuments :
- Statue du chef cosaque Petro Sahaïdatchnyi
- Université nationale Académie Mohyla de Kiev, ancienne Académie de théologie, fondée en 1632
- Fontaine de Samson, construite au XVIIIe siècle, reconstruite en 1981
- Hostynnyi Dvir de Kiev (en), construit en 1809 et reconstruit après l'incendie de 1811, et maison des Contrats (en), construite en style néo-classique en 1815-1817, centres de l'ancienne foire commerciale
- Banque nationale d'Ukraine (ancien monastère)
- Église de la Dormition de la Vierge, détruite sous le régime soviétique en 1935 et reconstruite en 1998